# Józef Ozga-Michalski
Józef Ozga-Michalski, ps. „Głownia” (ur. 8 marca 1919 w Bielinach, zm. 10 lutego 2002 w Warszawie) – polski pisarz, poeta, działacz ruchu ludowego, żołnierz Batalionów Chłopskich, poseł do Krajowej Rady Narodowej, na Sejm Ustawodawczy oraz na Sejm PRL I, II, III, IV, V, VI, VII, VIII i IX kadencji (1944–1989). Wicemarszałek Sejmu I kadencji, zastępca przewodniczącego Rady Państwa (jej członek w latach 1957–1985). Budowniczy Polski Ludowej.

## Życiorys

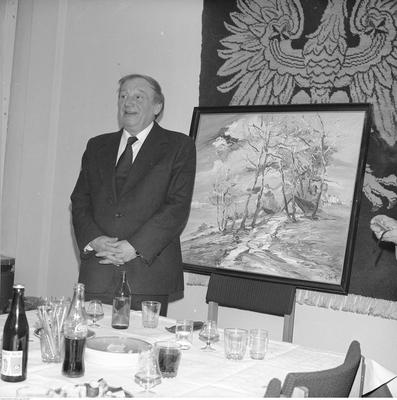
Józef Ozga-Michalski przemawia w Naczelnym Komitecie Zjednoczonego Stronnictwa Ludowego, 1979

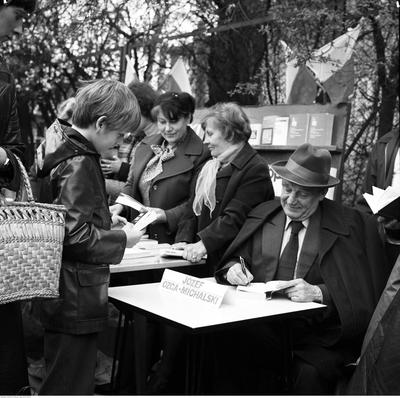
Józef Ozga-Michalski podpisuje książkę na kiermaszu w Grójcu, maj 1980

Syn Władysława i Józefy Michalskich z Bielin pod Kielcami. Po nauce w szkole podstawowej w Bielinach (ostatni oddział ukończył w Szkole Podstawowej im. S. Staszica w Kielcach) uczył się w Gimnazjum i Liceum im Stefana Żeromskiego w Kielcach – gdzie w 1939 uzyskał świadectwo maturalne. Jako gimnazjalista opublikował swe pierwsze utwory literackie w miesięczniku literackim Młodzi Idą, w tomiku Gołoborze. W 1938 w Wydawnictwie Atelier „Kropka” Kielce opublikował zbiór legend świętokrzyskich pt. Łysica gwarzy – godki świętokrzyskie. Dodatek „Ozga” jest przedwojennym literackim pseudododatkiem do rodowego nazwiska Michalski, który w czasie II wojny światowej był partyzanckim pseudonimem, a który po wojnie stał się prawnie zalegalizowanym nazwiskiem.
Przed II wojną światową wstąpił do Związku Młodzieży Wiejskiej RP Wici, organizując międzyszkolne koło tej organizacji. Podczas okupacji był członkiem ruchu oporu, walczył jako żołnierz w Batalionach Chłopskich oraz redagował i wydawał gazetki konspiracyjne, „Znicz” i „Płomień”. Od grudnia 1944 do marca 1945 był zastępcą naczelnego redaktora organu Polskiego Komitetu Wyzwolenia Narodowego „Rzeczpospolita”.
W marcu 1944 został członkiem zarządu głównego Stronnictwa Ludowego „Wola Ludu” przekształconego w lipcu 1944 w Stronnictwo Ludowe, satelickie ugrupowanie Polskiej Partii Robotniczej. We wrześniu 1944 zasiadł w zarządzie głównym tej partii. W marcu 1946 został sekretarzem Naczelnego Komitetu Wykonawczego SL i członkiem Sekretariatu Generalnego naczelnego komitetu wykonawczego. W 1949 SL wraz z resztkami Polskiego Stronnictwa Ludowego utworzyło Zjednoczone Stronnictwo Ludowe, w którym pełnił liczne funkcje – był członkiem NKW i prezydium NKW (1949–1980), sekretarzem NKW (1949–1956), wiceprezesem Naczelnego Komitetu (1956–1980), wiceprzewodniczącym Sekretariatu NK (1964–1969) oraz przewodniczącym Klubu Poselskiego ZSL w Sejmie Ustawodawczym (1950–1952).
W ramach swej powojennej edukacji studiował na Akademii Nauk Politycznych w Warszawie oraz na Wyższej Szkole Nauk Społecznych przy KC PZPR.
Jako działacz państwowy w 1944 został sekretarzem Wojewódzkiej Rady Narodowej w Kielcach, w latach 1945–1947 był jej przewodniczącym. W 1947 został prezesem komitetu Demokratyzacji „Wici”, w latach 1947–1948 wiceprezesem zarządu głównego Związku Młodzieży Wiejskiej RP Wici, w latach 1948–1949 wiceprzewodniczącym zarządu głównego Związku Młodzieży Polskiej, a w 1949 jego sekretarzem. W latach 1949–1953 był prezesem zarządu głównego Związku Samopomocy Chłopskiej, a w latach 1959–1962 prezesem zarządu głównego Centralnego Związku Kółek Rolniczych.
Przez okres ponad 45 lat nieprzerwanie sprawował mandat poselski: kolejno do Krajowej Rady Narodowej, na Sejm Ustawodawczy oraz na Sejm PRL I, II, III, IV, V, VI, VII, VIII i IX kadencji. W latach 1952–1956 był wicemarszałkiem Sejmu. Przewodniczył sejmowym komisjom: w latach 1947–1949 Komisji Wojskowej, w latach 1949–1952 Komisji Obrony Narodowej (Sejm Ustawodawczy), w latach 1952–1956 Komisji Obrotu Towarowego (I kadencja), a w latach 1969–1972 Komisji Spraw Zagranicznych (V kadencja). W latach 1957–1972 i 1976–1985 był członkiem Rady Państwa, a w latach 1972–1976 zastępcą przewodniczącego Rady Państwa. Od 1961 był przewodniczącym Polsko-Włoskiej Grupy Unii Międzyparlamentarnej.
W latach 1952–1956 był przewodniczącym Rady Centrali Rolniczych Spółdzielni „Samopomoc Chłopska”, w latach 1971–1981 wiceprzewodniczącym Ogólnopolskiego Komitetu Frontu Jedności Narodu, a od września 1959 aż do zakończenia działalności organizacji w marcu 1990 wiceprezesem Rady Naczelnej Związku Bojowników o Wolność i Demokrację. W czerwcu 1968 wszedł w skład Komitetu Honorowego obchodów 500. rocznicy urodzin Mikołaja Kopernika.
W latach 1952–1988 był członkiem Światowej Rady Pokoju, był także wiceprzewodniczącym Ogólnopolskiego Komitetu Pokoju (od 1950), wiceprzewodniczącym Zarządu Głównego Towarzystwa Przyjaźni Polsko-Radzieckiej (od 1950), prezesem zarządu głównego Towarzystwa Szkół Świeckich (1959–1962) oraz przewodniczącym Towarzystwa Polsko-Brazylijskiego (od 1974).
Związany z frakcją tzw. partyzantów, którym przewodził Mieczysław Moczar.
Pochowany na cmentarzu Powązki Wojskowe w Warszawie (kwatera A3 tuje-2-7).

## Twórczość
Autor powieści, opowiadań oraz utworów poetyckich.

### Powieści
- Ludowy potok (1951)
- Młodzik (1969)
- Sowizdrzał Świętokrzyski (1972)
- Sklepienie niebieskie (1974)
- Czary miłosne (1984)
- Ujawnienia (1988)

### Zbiory opowiadań
- Smutne i wesołe (1956)
- Krajobraz rodzinny (1973)
- W kogo trafi grom (1978)
- Piołun i popiół (1979)

### Poezje
- Poemat nowosielecki (1946)
- Lutnia wiejska (1954)
- Czernek i Anna (1956)
- Kartki partyzanckie (1957)
- Polska (1958)
- Światowid (1959)
- Druga strona księżyca (1961)
- Walc karnawałowy (1963)
- Pełnia (1965)
- Ściernisko (1968)
- Ta – bądź (1973)
- Rajski oset (1977)
- Hejnał na pogodę (1979)
- Powrót z Litwy (1980)

Dokonał poetyckiego przekładu fińskiego eposu Kalevala (na bazie filologicznego przekładu na język polski wykonanego przez Karola Laszeckiego) oraz przełożył poemat meksykański Pieśń o Cuantemoku.

## Wybrane odznaczenia
- Order Budowniczych Polski Ludowej (1979)
- Krzyż Komandorski z Gwiazdą Orderu Odrodzenia Polski (1964)[5]
- Order Krzyża Grunwaldu III klasy
- Order Sztandaru Pracy I klasy
- Krzyż Partyzancki
- Medal 30-lecia Polski Ludowej (1974)[6]
- Medal 40-lecia Polski Ludowej (1984)[7]
- Odznaka 1000-lecia Państwa Polskiego (1966)[8]
- Odznaka „Zasłużony Działacz Ruchu Spółdzielczego” (1959)[9]
- Medal „Zasłużony Działacz Towarzystwa Przyjaźni Polsko-Radzieckiej” (1989)[10]
- Pamiątkowy Medal z okazji 40. rocznicy powstania Krajowej Rady Narodowej (1983)[11]
- Odznaka 20-lecia Zrzeszenia Studentów Polskich (1970)[12]
- Medal im. Georgi Dymitrowa (Bułgaria)[13]
- Krzyż Wielkiego Oficera Orderu Zasługi Republiki Włoskiej[14]
- Medal jubileuszowy „Czterdziestolecia zwycięstwa w Wielkiej Wojnie Ojczyźnianej 1941–1945” (Związek Radziecki, 1985)[15]
- Medal „20-lecia Światowej Rady Pokoju” (1969)[16]
- Dyplom Prezydium Związków Radzieckich Towarzystw Przyjaźni i Łączności Kulturalnej z Zagranicą za działalność publicystyczną na rzecz przyjaźni polsko-radzieckiej (1989)[17]
- inne odznaczenia państwowe, resortowe, regionalne, organizacyjne i zagraniczne